# François de Beauharnais (1714–1800)
Pour les articles homonymes, voir François de Beauharnais et Maison de Beauharnais.
François (VI) de Beauharnais, baron de Beauville, marquis de la Ferté-Beauharnais, né le 8 février 1714 à Rochefort, baptisé le 11 février à Saint-Barthélemy de La Rochelle, et décédé le 18 juin 1800 à Saint-Germain-en-Laye, est un gentilhomme, officier de marine et administrateur colonial français du XVIIIe siècle. Chef d'escadre des armées navales et gouverneur et lieutenant général pour le Roi à la Martinique, il est le beau-père de la future impératrice des Français, Joséphine de Beauharnais. Avec son frère Claude, il possède plantations et esclaves dans la colonie de Saint-Domingue.

## Biographie

### Origines et famille
Fils de Claude de Beauharnais (1680-1738) et de Renée Hardouyneau, fille du seigneur de La Laudanière et de La Pivoterie (1696-1744).

### Carrière dans la Marine royale
François de Beauharnais donna son nom à la Ferté. En 1761, il est nommé chef d'escadre des vaisseaux du roi, puis gouverneur général des îles et Terres Fermes d'Amérique, entre mai 1757 et février 1761 et assura également les fonctions de gouverneur particulier de la Martinique lors de l’invasion de celle-ci par les Anglais. Le 20 avril 1752, il fait l'acquisition du château de La Ferté-Avrain, un édifice récemment reconstruit. Par reconnaissance pour ses excellents services rendus au royaume, le 7 juillet 1764, Louis XV élève cette terre en marquisat, il lui permet de renommer La Ferté-Avrain en La Ferté-Beauharnais.

### Mariages et descendance
Le 13 septembre 1751, François de Beauharnais épouse à Blois Henriette Pyvart de Chastullé (1722-1767).
Trois enfants sont nés de cette union :
- François de Beauharnais (1752-1753) ;
- François de Beauharnais (1756-1846), marquis de Beauharnais, député de la noblesse aux États généraux de 1789.
  - En 1778, il épouse Françoise de Beauharnais (1757-1822), sa cousine, fille de Claude de Beauharnais, comte des Roches-Baritaud, et divorce en 1793. Ils eurent trois enfants.
  - En 1802, il épouse Louise von Cohausen (1775-1822), dont il eut trois enfants ;
- Alexandre de Beauharnais (1760-1794). Il épousa en 1779 Marie-Josèphe Rose de Tascher de La Pagerie, (future Joséphine Bonaparte) dont il eut deux enfants (Eugène et Hortense).

Veuf, François de Beauharnais épousa en 1796, Marie-Euphémie-Désirée de Tascher de La Pagerie (1739-1803).

## Sources
- Érick Noël, Les Beauharnais : Une fortune antillaise 1756-1796, Genève, Droz, 2003, 422 p. (ISBN 2-600-00892-6, lire en ligne)
- Registre paroissial de St Barthélémy de La Rochelle,1714-1715, p.10. Arch dept coteGG234.